# 小行星1543
小行星1543（1543 Bourgeois）是一颗绕太阳运转的小行星，为主小行星带小行星。该小行星于1941年9月21日发现。
該小行星以比利時天文學家保羅·布爾蓋瓦（Paul Bourgeois）命名。

## 轨道参数
小行星1543的轨道半长轴为2.6301068 UA，离心率为0.326。